# Pavji pajek
Rod pavjih pajkov (znanstveno ime Maratus) združuje več kot 40 vrst iz družine skakačev, ki so z izjemo vrste M. furvus endemske v Avstraliji. Samci pavjih pajkov so znani predvsem zaradi svojega posebnega dvorjenja samicam, pri katerem obarvani zadek dvignejo in ga pahljačasto razprejo, podobno kot to delajo pavi, po čemer so tudi dobili ime.

## Telesne značilnosti
Pavji pajki so razmeroma majhni in dosežejo velikost od 2-6 mm. Samci imajo izrazito obarvani zadek, mnoge vrste pa imajo še stranske zavihke, ki jih med dvorjenjem pahljačasto razprejo kot pavi; barvni vzorec na zadku se razlikuje od vrste do vrste. Dlake na zadku spreminjajo barvo oz. barvni odtenek glede na kot opazovanja, kar imenujemo iridescenca. Čeprav je podrobno preučenih le nekaj vrst, se zdi, da v barvni paleti prevladujejo odtenki modre in zelene barve. Tretji par rjavo črnih nog je podaljšan, končna dela pa so obarvana belo. Nasprotno so samice kamuflažno belkasto rjave s pegastim vzorcem. Do nedavnega je bilo mišljeno, da stranski zavihki omogočajo pajku letenje po zraku, kar je bilo ovrženo.

## Življenjski prostor in navade
Pavje pajke najdemo na južni polovici Avstralije, življenjski prostor pa zajema široki spekter prebivališč, od peščenih sipin na obalah z zmernim podnebjem do polpuščavskih predelov, poraslih s travo, čeprav se obseg raznolikosti življenjskega prostora razlikuje od vrste do vrste. Najraje se zadržujejo pri tleh, pod odpadlim evkaliptusovim listjem, nekatere vrste pa imajo raje grmičevje ali mlado drevje.
So dnevni plenilci, ki se prehranjujejo v glavnem z žuželkami in drugimi pajki. Kot skakači imajo potujoči način življenja, tj. ne gradijo mrež in čakajo, da se plen ujame. Imajo dober vid, ki se je razvil za potrebe navigacije pri lovu in iskanju novih prebivališč. Sposobni so skočiti do 40-kratne dolžine svojega telesa. Pavji pajki so najaktivnejši med sezono parjenja, tj. pomladi, od avgusta do decembra, vendar lahko aktivnost niha glede na vrsto. 

## Dvorjenje samcev
Samci pavjih pajkov imajo enega od najbolj dovršenih sistemov dvorjenja med vsemi členonožci. Je kombinacija zapletenih gibov telesa (predvsem z zadkom in tretji parom nog, pa tudi s pedipalpi) in tresljajev z zadkom. V splošnem se dvorjenje prične tako, da ko samec opazi samico v daljavi, začne proizvajati tresljaje z zadkom. Ko se ji približa, dvigne tretji par nog visoko v zrak, takoj za tem pa še zadek, pri čemer pahljačasto razpre zavihke in pokaže z barvitim vzorcem okrašeni zgornji del zadka. Tretji par nog nato premika tako, da jih spušča in obrača proti glavoprsju, potem jih ukrivi in zopet dvigne v zrak, nato se cikel ponovi. Ta »ples« predstavlja najbolj znani del dvorjenja samcev. Ko se dvorjenje približuje vrhuncu, pajek spreminja vrste tresljajev, poleg tega pa poleže zadek in tretji par nog ter dvigne prvi par nog nad samico, kar lahko neposredno vodi do parjenja, če samica privoli v to. Tako zapleteni proces dvorjenje je verjetno posledica močne spolne selekcije, ki verjetno predstavlja tudi gonilo diverzifikacije, tj. ustvarjanja raznolikosti skakačev.

## Vrste
Trenutno je znanih 43 vrst pavjih pajkov:
- Maratus amabilis Karsch 1878
- Maratus anomaliformis (Żabka 1987)
- Maratus anomalus (Karsch 1878)
- Maratus avibus Otto & Hill 2014
- Maratus bitaeniatus (Keyserling 1882)
- Maratus caeruleus Waldock 2013
- Maratus calcitrans Otto & Hill 2012
- Maratus chloropthalmus (Simon 1909)
- Maratus chrysomelas (Simon 1909)
- Maratus dialeucus (L. Koch 1881)
- Maratus digitatus Otto & Hill 2012
- Maratus furvus (Song & Chai 1992)
- Maratus griseus (Keyserling 1882)
- Maratus harrisi Otto & Hill 2011
- Maratus heteropogon (Simon 1909)
- Maratus karrie Waldock 2013
- Maratus karschi (Żabka 1987)
- Maratus kochi (Żabka 1987)
- Maratus linnaei Waldock 2008
- Maratus melindae Waldock 2013
- Maratus michaelseni (Simon 1909)
- Maratus mungaich Waldock 1995
- Maratus nigriceps (Keyserling 1882)
- Maratus nigromaculatus (Keyserling 1883)
- Maratus obscurior (Simon 1909)
- Maratus pavonis (Dunn 1947)
- Maratus piliger (Keyserling 1882)
- Maratus pilosus (Keyserling 1882)
- Maratus plumosus Otto & Hill 2013
- Maratus purcellae Otto & Hill 2013
- Maratus robinsoni Otto & Hill 2012
- Maratus sarahae Waldock 2013
- Maratus scutulatus (L. Koch 1881)
- Maratus speciosus (O. Pickard-Cambridge 1874)
- Maratus speculiferus (Simon 1909)
- Maratus spicatus Otto & Hill 2012
- Maratus splendens (Rainbow 1896)
- Maratus tasmanicus Otto & Hill 2013
- Maratus velutinus Otto & Hill 2012
- Maratus vespertilio (Simon 1901)
- Maratus vittatus (Keyserling 1881)
- Maratus volans (O. Pickard-Cambridge 1874)
- Maratus watagansi Otto & Hill 2013